# Biroina nitidipleura
Biroina nitidipleura är en tvåvingeart som först beskrevs av Richards 1973.  Biroina nitidipleura ingår i släktet Biroina och familjen hoppflugor. Inga underarter finns listade i Catalogue of Life.